# Сива-Река
Сива-Река (болг. Сива река) — село в Болгарии. Находится в Хасковской области, входит в общину Свиленград. Население составляет 303 человека.

## Политическая ситуация
В местном кметстве Сива-Река, в состав которого входит Сива-Река, должность кмета (старосты) исполняет Мария Делчева Ангелова (Граждане за европейское развитие Болгарии (ГЕРБ)) по результатам выборов правления кметства.
Кмет (мэр) общины Свиленград — Георги Стоянов Манолов (инициативный комитет) по результатам выборов в правление общины.